# خانپورمهر
خانپورمهر (به انگلیسی: Khanpur Mahar) یک منطقهٔ مسکونی در پاکستان است که در ایالت سند واقع شده‌است. خانپورمهر N/A نفر جمعیت دارد و ۶۴ متر بالاتر از سطح دریا واقع شده‌است.